# Армстронг Витворт Вајтли
Армстронг Витворт Вајтли (енгл. Armstrong Whitworth Whitley, A.W.38 Whitley) је био британски бомбардер из периода Другог свјетског рата. Производила га је фабрика Армстронг Витворт еркрафт од 1937. до 1943.

## Развој
Авион је дизајниран као одговор на спецификацију Б.3/34 за тешки бомбардер. Имао је неке нове особине, као металну конструкцију, увлачећи стајни трап и једно самоносеће крило. Ипак, у много чему је био примитиван. Дебело крило са изразитим углом у односу на правац лета је било анахронизам, и дало је авиону у лету изразит „нос надоље“ профил.
Први лет прототипа је изведен 17. марта 1936. године, а авион је ушао у серијску производњу 1937.
Верзије I, II, III су користиле све јаче моторе тигар (Tiger) од 795 до 920 КС, а 1938. производња је преусмјерена на знатно побољшану верзију IV са мерлин моторима и куполом у репу са 4 митраљеза за одбрану. Марк V је имао око 40 центиметара дужи труп и реп са угластим обликом. Задњи Вајтлији су испоручени јуна 1943.
Важна верзија су били GR.VIII патролни авиони са противподморничким радаром за Обалску команду (Coastal Command).
Произведено је укупно 1,814 авиона.

## У борби
Прве ноћи Другог свјетског рата Вајтлији су кренули у акције бацања пропагадних летака над Њемачком. 19. марта 1940. са овим се престало и бачене су прве праве бомбе на Њемачку. Током идуће двије године рата вршене су мисије на западном фронту, чак и до Торина и Пилсена. Те мисије су очито показале неприпремљеност РАФ-а за задатке навигације, посебно ноћу, и неподесност опреме.
Прво уништење њемачке подморнице (U-206) од стране Обалске команде је извршио вајтли у новембру 1941. Од 1942. године Вајтли служи углавном за помоћне задатке, као носач падобранаца, за вучу једрилица и за испробавање нове опреме.

## Карактеристике
Врста авиона: бомбардер, патролни авион, касније носач падобранаца, авион за вучу једрилица
- Први лет прототипа: 1936.
- Произвођач: Армстронг Витворт

Димензије
- Аеропрофил крила:

Масе
Погонска група
- Мотори: два, Ролс-Ројс мерлин (Rolls-Royce Merlin X), 855 kW, 1,145 КС
- Однос снага/тежина:

## Летне особине
- Највећа брзина: 357
- Радијус дејства: 2650
- Највећи долет: 2,400 mi, 3,900
- Оперативни врхунац лета: 7,900
- Брзина пењања: 4.1

## Наоружање
- Стрељачко: 5 митраљеза 7.7 mm, 1 Викерс К у носу, 4 Браунинг у репној куполи
- Бомбе: до 3175